# (24212) 1999 XW59
(24212) 1999 XW59 è un asteroide troiano di Giove del campo greco. Scoperto nel 1999, presenta un'orbita caratterizzata da un semiasse maggiore pari a 5,069486 UA e da un'eccentricità di 0,043452, inclinata di 7,242055° rispetto all'eclittica.